# St. Margarethen (Stotel)

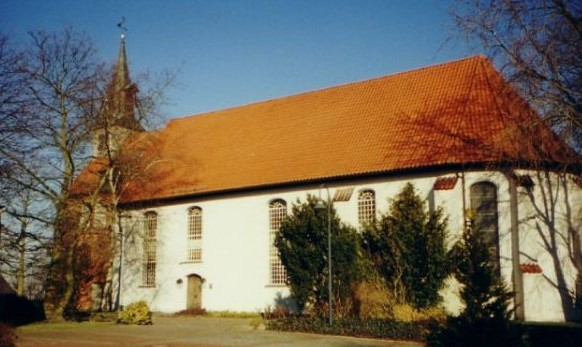
St. Margarethen

Die ev.-luth. Kirche St. Margarethen in Stotel, einem Ortsteil der südlich von Bremerhaven gelegenen Gemeinde Loxstedt im niedersächsischen Landkreis Cuxhaven, gehört zum Kirchenkreis Wesermünde der Landeskirche Hannover.
Das Gebäude steht unter Denkmalschutz (siehe auch Liste der Baudenkmale in Loxstedt).

## Geschichte
Die Anfänge der Stoteler Kirche liegen im Dunkeln. Wahrscheinlich wurde sie vor 1350 von den Grafen zu Stotel aus Felsgestein und Backsteinen erbaut. Eine Gemeindegründung ist 1316 nachweisbar. Im „Stader Kopiar“ wird sie als „Capella in Stodle“ benannt und ist der heiligen Margareta von Antiochia geweiht.
1500 wurde die Kirche nach Osten durch den Chorabschluss erweitert und nach Westen durch den Turm. Das Taufbecken entstand 1639. Der barocke Kanzelaltar wurde 1660 erbaut. 1745/46 wurde die Kirche renoviert. Sie erhielt nach der Dacherneuerung Emporen und eine gewölbte Decke. Das Gestühl stammt aus der Mitte des 18. Jahrhunderts. 1860 erhielt der Turm den Helmabschluss und den Dachreiter. Die Orgelempore wurde im 19. Jahrhundert erbaut. 1989/1990 erfolgte die bisher letzte Renovierung.

### Bauwerk
Die auf einem Hügel gelegene und von alten Bäumen umgebene Kirche ist eine geostete Saalkirche im romanischen Stil mit einem Satteldach. Sie ist knapp 26 m lang, ungefähr 9 m breit und hat im Innern eine Höhe von 9,7 m. Große metallene Ziffern am Westturm weisen auf die Erweiterung mit dem Helmabschluss von 1860 hin. Das Mauerwerk des Turmes hebt sich deutlich vom hellgrauen Putz der Außenwände des übrigen Kirchengebäudes ab. Das Betreten der Kirche erfolgt von der Südseite.

### Ausstattung

#### Altar
Der Kanzelaltar ist barock. Die Kanzel ist mit Prophetenbildern verziert. Über der Kanzel ist ein Gemälde von Christus am Kreuz angebracht. Zu beiden Seiten der Kanzel sind die geschnitzten Figuren der vier Evangelisten in der Altarwand: oben Markus und Lukas unten Matthäus und Johannes. Unter der Kanzel ist die Abendmahlsszene dargestellt: Christus hat seinen Lieblingsjünger Johannes auf dem Schoß. Judas Iskariot sitzt vor dem Tisch.
Über dem Kruzifixusbild steht der Heiland mit Fahne und Krone in den Händen. Mit den Füßen zertritt er die Schlange.

#### Fenster
Im Nordfenster des Chores wird die Geburt Jesu dargestellt, im gegenüberliegenden Südfenster seine Auferweckung. Die rundbogigen Fenster im Kirchenschiff haben eine einfache Verglasung mit vielen Sprossen.

#### Taufbecken
Das sechseckige hölzerne Taufbecken wurde vom Oldenburger Bildschnitzer Ludwig Münstermann geschaffen. Auf dem Deckel sind sechs stehende Frauenfiguren zu sehen. Sie verkörpern die Tugenden Glaube, Hoffnung, Gerechtigkeit, Weisheit, Stärke und Mäßigkeit. Es handelt sich um Nachbildungen von 1909.

#### Grabplatte
Vor dem Chorraum befindet sich auf der Nordseite in der Kirche eine aufgestellte kaum mehr lesbare Grabplatte von 1582. Sie lag lange Zeit im Fußboden der Kirche.

#### Familiengruft von Rohden
Die Familiengruft ist seit der Renovierung 1989/90 verschlossen. Sie liegt im Gewölbe unter der Kirche im Mittelgang auf Höhe der Eingangstür unter einer Sandsteingrabplatte. In der Gruft liegen zwei prachtvolle Särge der Eheleute von Rohden und zwei Kindersärge. Oberstleutnant von Rohden als Gutsherr von Holte war zur Unterhaltung der Stoteler Kirche verpflichtet. Er hat die Renovierung 1747/48 finanziell unterstützt.

#### Empore
Die Brüstung der Empore zu beiden Seiten des Kirchenschiffes ist mit Szenen des Alten und Neuen Testaments ausgestattet. Stotel gehörte zum Kurfürstentum Hannover und Georg I. war 1714 in Personalunion auch britischer König. Deshalb wurde in der Bilderreihe das Wappen der britischen Könige eingefügt.

### Orgel
Die 1973 gebaute Hillebrand-Orgel stand zunächst in der Michaeliskirche in Bremerhaven-Lehe. 2003 wurde das zweimanualige mit Pedal und 13 klingenden Registern in die Stoteler Kirche eingebaut. Sie hat etwa 950 Pfeifen.

### Alter Friedhof
24 Grabsteine und Grabplatten des 17. bis 19. Jh. sind vom früheren alten Friedhof rings um die Kirche erhalten. Sie sind aus Oberndorfer Sandstein hergestellt. Ihre Inschriften sind größtenteils noch gut lesbar.